# Germantown (Maryland)
Germantown é uma Região censo-designada localizada no estado americano de Maryland, no Condado de Montgomery.

## Demografia
Segundo o censo americano de 2000, a sua população era de 55.419 habitantes.

## Geografia
De acordo com o United States Census Bureau tem uma área de 28,0 km², dos quais 27,9 km² cobertos por terra e 0,1 km² cobertos por água. Germantown localiza-se a aproximadamente 58 m acima do nível do mar.

## Localidades na vizinhança
O diagrama seguinte representa as localidades num raio de 12 km ao redor de Germantown.